# Sergio Albeverio
Sergio Albeverio (17 de janeiro de 1939) é um matemático suiço. Trabalha com equações diferenciais e física matemática.

## Publicações selecionadas
- com Raphael Høegh-Krohn: Mathematical theory of Feynman Path Integrals, Lecture Notes in Mathematics, Band 523, Springer Verlag 1976, 2nd ed. 2008
- com Raphael Høegh-Krohn, Jens Erik  Fenstad, Tom Lindstrøm: Nonstandard Methods in stochastic analysis and mathematical physics, Academic Press 1986, Dover 2009
- com Fritz Gesztesy, Raphael Høegh-Krohn, Helge Holden: Solvable Models in Quantum Mechanics, Springer 1988, 2nd ed.,  American Mathematical Society Chelsea Publishing, 2005
- com Jürgen Jost, Sylvie Paycha, Sergio Scarlatti: A mathematical introduction to String Theory. Variational Problems, Geometric and Probabilistic Methods, Cambridge University Press 1997
- com Pavel Kurasov: Singular perturbations of differential operators. Solvable Schrödinger type operators, London Mathematical Society Lecturenotes, Cambridge University Press 2000
- com  Raphael Høegh-Krohn, J. Marion, D. Testard, B. Torresani: Noncommutative distributions: unitary representations of gauge groups and algebras, Marcel Dekker 1993
- com A. Khrennikov, V. Shelkovich: Theory of p-adic distributions: linear and nonlinear models, Cambridge University Press 2010